# جان ری
جان ری (انگلیسی: John Ray; ۲۹ نوامبر ۱۶۲۷ – ۱۷ ژانویهٔ ۱۷۰۵) دانشمندی اهل بریتانیا بود که در زمینه گیاه‌شناسی، جانورشناسی، تاریخ طبیعی، و الهیات طبیعی کار می‌کرد. او را به عنوان یکی از نخستین طبیعی‌دانان انگلیسی می‌شناسند.
او کارهای مهمی را در زمینه‌های علمی مربوط به زیست‌شناسی منتشر کرد. طبقه‌بندی او از گیاهان در کتابش با عنوان Historia Plantarum، گامی مهم به سوی طبقه‌بندی نوین زیستی بود. ری سامانه تقسیم دوبخشی را که بر پایه آن گونه‌ها بر پایه اقسام پیش‌فرض‌شده طبقه‌بندی می‌شدند رد کرد، و به جای آن گیاهان را بر پایه شباهت‌ها و تفاوت‌هایشان برآمده از مشاهده تقسیم‌بندی کرد. او با این کار، تجربه‌گرایی علمی را جایگزین خردگرایی استقرایی فیلسوفان مدرسی کرد. او نخستین کسی بود که تعریفی زیستی از واژه «گونه» ارائه داد.